# Zofia Florczak
Florczak Zofia Irena, ps. Zofia, Zosia (ur. 14 sierpnia 1912 w Kijowie, zm. 5 grudnia 1996 w Warszawie) – polska nauczycielka, doktor habilitowana filologii polskiej, harcmistrzyni.

## Dzieciństwo i młodość
Urodziła się w patriotycznie nastawionej, polskiej rodzinie Stefana i Stanisławy ze Smoligów. W 1916 r., w wieku 4 lat straciła matkę, a ojciec przeniósł się do Winnicy na Podolu, gdzie zorganizował i został kierownikiem Drukarni Polskiej. Ojciec ożenił się powtórnie z Władysławą z Horoszkiewiczów. Podczas przewrotu rewolucyjnego w Rosji Zofia była świadkiem prześladowania Polaków w Winnicy, rozstrzeliwań i nocnych rewizji w domu rodzinnym. Przeżycia z dzieciństwa na trwałe wpoiły jej silne przywiązanie do polskości i antykomunistyczną postawę. W 1920 roku, wraz z rodzicami wyjechała z Winnicy ostatnim transportem wiozącym żołnierzy polskich wycofujących się spod Kijowa. W czerwcu 1920 r. zamieszkali w Warszawie. Tutaj Zofia Florczak uczęszczała najpierw do prywatnego Gimnazjum Zofii Sierpińskiej, a następnie ukończyła Państwowe Gimnazjum im. Emilii Plater przy ul. Mazowieckiej (1929). Po maturze rozpoczęła studia polonistyczne (magisterium z filologii polskiej) i studium pedagogiczne (uzyskała dyplom nauczyciela gimnazjów i liceów) na Uniwersytecie Warszawskim (1934). Jeszcze w szkole była redaktorką pisma klasowego „Nasza Klasa” oraz redaktorką pisemka ogólnoszkolnego „Nasza Szkoła”. W klasie maturalnej wybrano ją na przewodniczącą zarządu szkolnego.
W 1924 r. wstąpiła do szkolnej drużyny harcerek 15 Warszawskiej Żeńskiej Drużyny Harcerek im. Tadeusza Żulińskiego, a następnie im. Tomasza Zana, zorganizowanej przez Ewę Grodecką w 1921 r. Początkowo była zastępową, a w latach 1929–1932 drużynową 15 WŻDH. W latach 1932–1933 pełniła funkcję hufcowej Hufca II, później hufcowej Hufca Śródmieście (? –1938). Była członkiem Zarządu Okręgu Warszawskiego ZHP, prowadziła liczne obozy oraz kursy instruktorskie. W lutym 1933 r. uczestniczyła w I kursie podharcmistrzyń „Krokusy” zorganizowanym w Szkole Instruktorek w miejscowości Górki Wielkie w ośrodku harcerskim na Buczu (ośrodek harcerski pobudowany w okresie międzywojennym na terenie odkupionym od Zofii Kossak, poprzednio folwark arcyksięcia Fryderyka Habsburga).
Wraz z drużyną, jako drużynowa brała udział w praskim Zlocie Skautek i Skautów Słowiańskich odbywającym się w dniach 26 czerwca – 4 lipca 1931 r.
W dniach 6–13 sierpnia 1932 r., jako drużynowa brała udział w VII Światowej Konferencji Skautek na Buczu, wraz z innymi instruktorkami z Chorągwi Warszawskiej pełniła tam służbę w drużynie służbowej. W 1933 r. reprezentowała Polskę na Jamboree w Gödöllő na Węgrzech
W 1936 r. brała udział w pierwszej wyprawie wspólnej instruktorek i instruktorów polskich do USA. Celem trzymiesięcznej wyprawy było zapoznanie się i zapoczątkowanie współpracy z organizacjami skautowymi Polonii amerykańskiej oraz przeszkolenie kadry prowadzącej drużyny harcerskie młodzieży emigracyjnej. Przeprowadzono 23 kursy, a 5 uczestniczek wyprawy wzięło też udział w IX Międzynarodowej Konferencji Skautek.
Wraz z Marią Fiedlerówną i Ireną Kisielnicką w czerwcu 1939 r. reprezentowała Polskę na corocznie odbywającej się w Notre Châlet w Adelboden (Szwajcaria) Radzie Okrągłego Stołu – światowym spotkaniu instruktorek pod hasłem „Przyjaźń”.

## Okres okupacji
Podczas hitlerowskiej okupacji przeszła roczny kurs przygotowania do służby sanitarnej i należała do Pogotowia Harcerek. Prowadziła kształcenie harcerek, instruktorek i młodzieży z dziedziny kultury narodowej. Jako wizytator ognisk młodzieży na Woli i Starym Mieście pracowała w Sekcji Opieki nad Młodzieżą w Warszawskim SKSS. Zajmowała się także organizowaniem zespołów dyskusyjnych, samokształceniowych, teatralnych, muzycznych. Na przełomie lat 1943/1944 prowadziła kurs podharcmistrzowski „Cisy”, który jako główną tematykę przyjął rozwój wartości moralnych i intelektualnych przez kontakt z kulturą artystyczną. W 1943 roku powierzono jej zadanie reprezentowania nieobecnej Naczelniczki Organizacji Harcerek w Naczelnictwie ZHP. W powstaniu warszawskim pozostawała w dyspozycji Pogotowia Harcerek, wykonując różne prace ale przede wszystkim pełniła służbę w obronie przeciwlotniczej na Starym Mieście organizując pomoc sanitarną dla rannych żołnierzy.
W czasie wojny zmarła macocha Zofii – Władysława, a ojciec został aresztowany i osadzony na Pawiaku. 17 stycznia 1943 r. przewieziono go do obozu w Majdanku, gdzie zginął.
Po powstaniu warszawskim trafiła do obozu w Pruszkowie skąd po zwolnieniu przeniosła się do Krakowa. Wraz z innymi instruktorkami organizowała pomoc dla dzieci osieroconych i zagubionych; organizowała domy dziecka na Podhalu i w okolicach Krakowa.
25 marca 1945 roku w Krakowie, Naczelniczka Harcerek ZHP hm. Maria Anna Krynicka rozwiązała dotychczasową Organizację Harcerek, składając równocześnie rezygnację z funkcji Naczelniczki. Część obecnych na zebraniu instruktorek z Komendy Pogotowia Harcerek i komendantek Chorągwi obwołała Zofię Florczak „naczelniczką”. Z tym że nie miało to żadnych realnych skutków gdyż dotychczasowa Organizacja Harcerek ZHP już nie podjęła działalności.

## Po wojnie
Po zakończeniu wojny przeniosła się do Łodzi, gdzie nawiązała kontakt z prof. H. Radlińską i rozpoczęła pracę w Centrum Szkolenia Pracowników Opieki Społecznej, a potem w Ośrodku Szkolenia Pracowników Opieki Socjalnej jako zastępca dyrektora i organizatorka życia kulturalnego.
3 czerwca 1947 roku Zofia Florczak została aresztowana i osadzona w więzieniu za nielegalne kontakty z zagranicą i działalność harcerską. Zwolniono ją 18 września 1947 r., po szesnastu tygodniach przesłuchań postanowieniem Rejonowego Sądu Wojskowego w Warszawie na mocy amnestii.
W 1954 roku rozpoczęła pracę w Instytucie Badań Literackich Polskiej Akademii Nauk w Pracowni Poetyki Teoretycznej i Języka Literackiego. Pracę doktorską pod tytułem Udział regionów w kształtowaniu piśmiennictwa polskiego XVI wieku napisała pod kierunkiem prof. Konrada Górskiego (1967). Rozprawę habilitacyjną stanowiła książka Europejskie źródła teorii językowych w Polsce na przełomie XVIII i XIX w., wydana w 1978 roku. Była także autorką i współautorką licznych prac, artykułów naukowych i książek, m.in.: „Ludzie Oświecenia o języku i stylu” – trzytomowa antologia wraz z komentarzem i słownikiem stylistycznym (1958); pierwszego wydania Dzieł wszystkich Józefa Mrozińskiego – dwutomowy zbiór pism wydany w 1986 r. W czasie stypendium naukowego w Anglii oraz podczas następnych prywatnych pobytów na Wyspach Brytyjskich, doprowadziła do uporządkowania i wydania katalogu polskich zbiorów w oksfordzkiej Bibliotece Bodlejańskiej.
Na zaproszenie polskiej lekarki dr Wandy Błeńskiej wyjechała w 1967 roku na kilka miesięcy do Afryki, gdzie pomagała w Ośrodku Szpitalnym dla trędowatych w Bulubie (Uganda). Swoje wspomnienia o tym pobycie zawarła w książkach: Dokta. Opowieść o Wandzie Błeńskiej, lekarzu trędowatych w Ugandzie (1993) oraz Buluba. Opowieść o osiedlu trędowatych w Ugandzie (Poznań 1994). 22 grudnia 1996 roku miała otrzymać medal Tym, którzy czynią dobro od Fundacji Pomocy Humanitarnej „Redemptoris Missio” w Poznaniu za zaangażowanie w sprawę pomocy trędowatym oraz propagowanie działalności humanitarnej i charytatywnej.
Uważając się za pełniącą w konspiracji funkcję „Naczelniczki Organizacji Harcerek”, przez trudne lata powojenne była oparciem dla wielu instruktorek. Jeździła po całej Polsce odszukując samotne, zagubione harcerki i instruktorki, nawiązując kontakty i organizując pomoc. Przy okazji gromadziła i spisywała historię organizacji Harcerek. Dzięki jej staraniom opracowano i zdeponowano w Instytucie Historii Polskiej Akademii Nauk zbiór fotografii z życia Organizacji Harcerek oraz 18 tomów archiwalnych dokumentów oraz zdjęć wojennego Pogotowia Harcerek i Służb Harcerek poza granicami kraju. Zaowocowało to również wydaniem wielu książek o Organizacji Harcerek: Harcerki 1939–1945, Harcerki 1939–1945. Relacje i pamiętniki, Pełnić służbę… Z pamiętników i wspomnień harcerek Warszawy 1939–1945, Harcerki 1911–1939 Historia, Program, wychowanie.
W 1955 roku z inicjatywy hm. Zofii Florczak powstał Zespół Instruktorek dawnej Organizacji Harcerek „Wędrowniczki po Zachodnim Stoku” skupiający instruktorki i harcerki dawnej Organizacji Harcerek Związku Harcerstwa Polskiego. Druhny, prowadząc pracę formacyjną, organizowały spotkania z Prymasem Polski kardynałem Stefanem Wyszyńskim, kilkakrotnie wyjeżdżały z pielgrzymkami do Rzymu, do Ojca Świętego Jana Pawła II, gromadziły i dokumentowały historię Organizacji Harcerek przed wojną i w czasie wojny, oraz wspierały odradzające się organizacje Harcerek ZHP r. zał. 1918 oraz ZHR.
W 1956 roku nie wsparła działań środowisk harcerskich dążących do reaktywowania legalnej działalności harcerskiej.
Zofia Florczak zainicjowała ufundowanie tablicy upamiętniającej harcerki poległe, zaginione, zamordowane i zmarłe w czasie wojny i okupacji. W 1960 roku tablicę, którą poświęcił ks. Jan Zieja, umieszczono w kościele św. Marcina w Warszawie. Od czasu tej uroczystości, zawsze w pierwszą niedzielę października obchodzony jest Dzień Polskiej Harcerki i odbywa się msza św. w intencji poległych, zmarłych i żyjących harcerek gromadząca harcerki z całej Polski. Główna Kwatera Harcerek Związku Harcerstwa Polskiego poza granicami Kraju w Londynie od 1988 r. obchodzi ten dzień jako Światowy Dzień Harcerki.
16 grudnia 1989 r. na organizacyjnym zebraniu Krajowego Komitetu Odrodzenia Związku Harcerstwa Polskiego, do którego weszło zasłużone grono instruktorów i instruktorek dawnego harcerstwa oraz przedstawiciele Sejmu i Senatu – Zofia Florczak ujawniła nieprzerwane istnienie „Organizacji Harcerek dawnego Związku Harcerstwa Polskiego” oraz pełnioną w nim przez siebie funkcję „naczelniczki”.
W 1987 r. uczestniczyła w Konferencji Instruktorek ZHPpgK Adastra XI pod Londynem. W 1990 r. przybyła na kolejną XII Adastrę do Windsoru wraz z Marią Więckowską-Malcową i Marylą Żychowską z dawnego ZHP oraz dwiema instruktorkami nowo powstałego ZHP rok zał. 1918 – Małgorzatą Rohleder (naczelniczką) i Teresą Wilk. Tam na ręce dyrektorki Światowego Biura Skautek Mrs Jan Holt złożyła pisemną relację w języku angielskim z nieprzerwanej konspiracyjnej działalności swojej „Organizacji Harcerek w Polsce” w latach 1945–1989. W listopadzie 1990 r. nadano jej godność Honorowego Członka Stowarzyszenia Szarych Szeregów.
Jej usilne namowy i częste kontakty z Aleksandrem Kamińskim zaowocowały napisaniem i wydaniem przez niego książek o tematyce harcerskiej, m.in. Zośka i Parasol. Utrzymywała stały i bliski kontakt z Naczelnym Kapelanem dawnego ZHP ks. Janem Zieją, organizowała także raz lub dwa razy w roku spotkanie instruktorek z kard. Stefanem Wyszyńskim Prymasem Polski. Z jej inspiracji i przy jej udziale zorganizowane zostały pielgrzymki do Częstochowy niezależnych ruchów w harcerstwie w latach 70. i 80., ołtarze harcerskie na Święto Bożego Ciała w zastępstwie „Solidarności” w czasie stanu wojennego, trzy pielgrzymki do Watykanu (jedna w czasie stanu wojennego) instruktorek Organizacji Harcerek dawnego ZHP wraz z instruktorami Szarych Szeregów.
W pogrzebie 13 grudnia 1996 roku wzięły udział drużyny harcerek, instruktorki z Polski i z zagranicy. Warty przy trumnie pełnili m.in. Przewodniczący ZHR hm. Feliks Borodzik, Honorowy Przewodniczący ZHR hm. Tomasz Strzembosz, Naczelniczka Harcerek ZHR hm. Urszula Kret i była szefowa Referatu Zuchowego hm. Wiesława Stojek. Jako reprezentantka Naczelniczki ZHPpgK hm. Danuty Andersz przybyła hm. Anna Waligórska. Harcmistrzyni Zofia Florczak została pochowana na cmentarzu Powązkowskim w grobowcu rodziny Horoszkiewiczów (kwatera 284a wprost-II-7).

## Ordery i odznaczenia
- Złoty Krzyż Zasługi (22 sierpnia 1939)[10]

## Upamiętnienie
Imię druhny hm. Zofii Florczak nosi 32 Mazowiecka Drużyna Harcerek „Mandragora” z Komorowa z Mazowieckiej Chorągwi Harcerek oraz 1 Sędziejowicka Drużyna Harcerek „Łąka” z Łódzkiej Chorągwi Harcerek Związku Harcerstwa Rzeczypospolitej.

## Wykaz prac naukowych
1. Ludzie Oświecenia o języku i stylu, t. 1–3. Instytut Badań Literackich PAN. PWN 1958. s. 682.
2. Udział regionów w kształtowaniu się piśmiennictwa polskiego XVI wieku. Studium z zakresu socjologii pisarstwa. PWN 1967. s. 338.
3. Józef Mroziński, Dzieła wszystkie, t.1–2. Nota edytorska Z.F. Pierwsze zasady gramatyki języka polskiego, Warszawa 1822. PWN 1986.
4. Europejskie źródła teorii językowych w Polsce na przełomie XVIII i XIX wieku. Ossolineum 1978. s. 249.
5. Kierowniczka zespołu redakcyjnego: Harcerki 1911–1939. Program, wychowanie, t.1–4. PWN 1990.
6. Libri polonici - a special collection in the Bodleian Library, Oxford. (Katalog poloników w Bibliotece Uniwersyteckiej, sporządzony z autopsji).

Artykuły
1. O zawodzie pisarskim w XVI wieku w: Problemy wiedzy o kulturze, s. 423–430.
2. Kopczyński o metaforze w: Pamiętnik Literacki LXI, 1970, s. 232–239.

Inne
- Buluba. Opowieść o osiedlu trędowatych w Ugandzie. Poznań 1994.
- Dokta. Opowieść o Wandzie Błeńskiej, lekarzu trędowatych w Ugandzie. 1993.